# Syndromodes dimensa
Syndromodes dimensa là một loài bướm đêm trong họ Geometridae.